# Ælfwald van East Anglia

Het koninkrijk van East Anglia rond 650 n.Chr.

Ælfwald (Oud Engels: Alfƿold, "elf-heerser," regeerde van 713 tot 749) was een 8e-eeuwse koning van het koninkrijk East Anglia, een van de toen bestaande Angelsaksische koninkrijken, op de plaats waar vandaag de dag de Engelse graafschappen Norfolk en Suffolk liggen. Als laatste koning uit de dynastie van de Wuffingas volgde Ælfwald zijn vader Ealdwulf op, dit nadat deze negenenveertig jaar had geregeerd. Ælfwald regeerde zelf zesendertig jaar. Hun gecombineerde regeerperiode van bijna een eeuw, met nauwelijks enige beschrijving van externe militaire activiteiten of interne dynastieke strijd, vertegenwoordigt een langdurige periode van vreedzame stabiliteit voor East-Anglia. In Ælfwalds tijd was dit waarschijnlijk te danken aan een aantal factoren, waaronder de stabiliteit van de kerkelijke aangelegenheden in East Anglia, en de welvaart die de handel met de  Rijndelta via de haven van Gipeswic (het moderne Ipswich) met zich meebracht. De muntslag van Angelsaksische sceattas werd in Ælfwalds tijd uitgebreid; op plaatsen waar concentraties van dergelijke munten zijn gevonden vermoedt men plaatsen in East Anglia; waar munten werden geslagen, markten werden gehouden en waar dingen werden gemaakt.